# Nanorana gammii
Espèce
Synonymes
- Rana gammii Anderson, 1871
- Chaparana gammii (Anderson, 1871)

Nanorana gammii est une espèce d'amphibiens de la famille des Dicroglossidae.

## Répartition
Cette espèce est endémique d'Inde. Elle se rencontre :
- dans le district de Darjeeling dans l'État du Bengale-Occidental ;
- dans le district de Tawang dans l'État d'Arunachal Pradesh.

## Publication originale
- Anderson, 1871 : A list of the reptilian accession to the Indian Museum, Calcutta from 1865 to 1870, with a description of some new species. Journal of the Asiatic Society of Bengal, vol. 40, no 1, p. 12-39 (texte intégral).